# Lista över Rysslands regeringschefer
Detta är en lista med Ryska kejsardömet och Sovjetunionens regeringschefer.
För regeringschefsposten i den Ryska Federationen sedan 1991, se Rysslands premiärminister.

## Ministerpresidenter underRyska kejsardömet(1905-1917)
| Namn                           | Tillträdde        | Avgick            | Parti | Född | Avliden | Statschef  |
| ------------------------------ | ----------------- | ----------------- | ----- | ---- | ------- | ---------- |
|                                |                   |                   |       |      |         |            |
| Sergej Witte                   | 6 november 1905   | 5 maj 1906        | inget | 1849 | 1915    | Nikolaj II |
| Ivan Goremykin (första gången) | 5 maj 1906        | 21 juli 1906      | inget | 1839 | 1917    | Nikolaj II |
| Pjotr Stolypin                 | 21 juli 1906      | 18 september 1911 | inget | 1862 | 1911    | Nikolaj II |
| Vladimir Kokovtsov             | 18 september 1911 | 12 februari 1914  | inget | 1853 | 1943    | Nikolaj II |
| Ivan Goremykin (andra gången)  | 12 februari 1914  | 2 februari 1916   | inget | 1839 | 1917    | Nikolaj II |
| Boris Stürmer                  | 2 februari 1916   | 23 november 1916  | inget | 1848 | 1917    | Nikolaj II |
| Aleksandr Trepov               | 23 november 1916  | 9 januari 1917    | inget | 1862 | 1928    | Nikolaj II |
| Nikolaj Golitsyn               | 9 januari 1917    | 12 mars 1917      | inget | 1850 | 1925    | Nikolaj II |

## Regeringschefer underRyska revolutionenochRyska inbördeskriget(1917-1922)
| Namn                                                  | Tillträdde      | Avgick           | Parti                                                     | Född | Avliden | Statschef                                    |
| ----------------------------------------------------- | --------------- | ---------------- | --------------------------------------------------------- | ---- | ------- | -------------------------------------------- |
| Ministerpresident i den ryska provisoriska regeringen |                 |                  |                                                           |      |         |                                              |
| Georgij Lvov                                          | 23 mars 1917    | 21 juli 1917     | Konstitutionellt-demokratiska partiet                     | 1861 | 1925    | Georgij Lvov                                 |
| Aleksandr Kerenskij                                   | 21 juli 1917    | 8 november 1917  | Socialistrevolutionära partiet                            | 1881 | 1970    | Aleksandr Kerenskij                          |
| Ordförande i folkkommissariernas råd i Ryska SFSR     |                 |                  |                                                           |      |         |                                              |
| Vladimir Lenin                                        | 9 november 1917 | 30 december 1922 | Rysslands Socialdemokratiska Arbetarparti (bolsjevikerna) | 1870 | 1924    | Lev Kamenev, Jakov Sverdlov, Michail Kalinin |

## Sovjetunionen(1922-1991)
| Namn                                 | Tillträdde        | Avgick            | Parti                                           | Född | Avliden | Statschef                                             |
| ------------------------------------ | ----------------- | ----------------- | ----------------------------------------------- | ---- | ------- | ----------------------------------------------------- |
| Ordförande i folkkommissariernas råd |                   |                   |                                                 |      |         |                                                       |
| Vladimir Lenin                       | 30 december 1922  | 21 januari 1924   | Rysslands kommunistiska parti (bolsjevikerna)   | 1870 | 1924    | Michail Kalinin                                       |
| Aleksej Rykov                        | 2 februari 1924   | 19 december 1930  | Allunionens kommunistiska parti (bolsjevikerna) | 1881 | 1938    | Michail Kalinin                                       |
| Vjatjeslav Molotov                   | 19 december 1930  | 6 maj 1941        | Allunionens kommunistiska parti (bolsjevikerna) | 1890 | 1986    | Michail Kalinin                                       |
| Josef Stalin                         | 6 maj 1941        | 15 mars 1945      | Allunionens kommunistiska parti (bolsjevikerna) | 1878 | 1953    | Michail Kalinin                                       |
| Ordförande i ministerrådet           |                   |                   |                                                 |      |         |                                                       |
| Josef Stalin                         | 15 mars 1945      | 5 mars 1953       | Allunionens kommunistiska parti (bolsjevikerna) | 1878 | 1953    | Michail Kalinin, Nikolaj Sjvernik                     |
| Georgij Malenkov                     | 5 mars 1953       | 8 februari 1955   | Sovjetunionens kommunistiska parti              | 1902 | 1988    | Kliment Vorosjilov                                    |
| Nikolaj Bulganin                     | 8 februari 1955   | 27 mars 1958      | Sovjetunionens kommunistiska parti              | 1895 | 1975    | Kliment Vorosjilov                                    |
| Nikita Chrusjtjov                    | 27 mars 1958      | 15 oktober 1964   | Sovjetunionens kommunistiska parti              | 1894 | 1971    | Kliment Vorosjilov, Leonid Brezjnev                   |
| Aleksej Kosygin                      | 15 oktober 1964   | 23 oktober 1980   | Sovjetunionens kommunistiska parti              | 1904 | 1980    | Anastas Mikojan, Nikolaj Podgornyj, Leonid Brezjnev   |
| Nikolaj Tichonov                     | 23 oktober 1980   | 27 september 1985 | Sovjetunionens kommunistiska parti              | 1905 | 1997    | Leonid Brezjnev, Jurij Andropov, Konstantin Tjernenko |
| Nikolaj Ryzjkov                      | 27 september 1985 | 26 december 1990  | Sovjetunionens kommunistiska parti              | 1929 |         | Andrej Gromyko, Michail Gorbatjov                     |
| Premiärministrar                     |                   |                   |                                                 |      |         |                                                       |
| Valentin Pavlov                      | 14 januari 1991   | 22 augusti 1991   | Sovjetunionens kommunistiska parti              | 1937 | 2003    | Michail Gorbatjov                                     |
| Ivan Silajev                         | 6 september 1991  | 25 december 1991  | Sovjetunionens kommunistiska parti              | 1930 | 2023    | Michail Gorbatjov                                     |